# شهريار (بربرود الغربي)
شهریار (بالفارسية: شهریار) هي قرية تقع في إيران في قسم بربرود الغربي الریفي. يقدر عدد سكانها بـ 81 نسمة بحسب إحصاء 2016.